# Burns (Oregon)
Pour les articles homonymes, voir Burns.
Burns est une ville américaine, siège du comté de Harney dans l'Oregon et dont la population était en 2010 de 2 806 habitants.

## Histoire
La ville a été créée au début des années 1880 et incorporée en 1889 sous le nom de Burns en l'honneur du poète écossais Robert Burns.
La ville est située au nord du Grand Bassin. Le climat de la ville est un climat de désert d'altitude.

## Transports
Burns possède un aéroport (Burns Municipal Airport, code AITA : BNO).